# Anisopygus americanus
Anisopygus americanus är en stekelart som beskrevs av Heinrich 1961. Anisopygus americanus ingår i släktet Anisopygus och familjen brokparasitsteklar. Inga underarter finns listade i Catalogue of Life.